# En kärlekens tragedi
En kärlekens tragedi (franska: La Roue, "Hjulet") är en fransk dramatisk stumfilm från 1922 i regi av Abel Gance.
Filmen handlar om en lokförare som adopterar en flicka som överlevt en tågolycka. När flickan blivit äldre blir hon centrum i ett våldsamt svartsjukedrama. Filmen var i sitt ursprungliga skick över sju timmar lång. Den mest kompletta bevarade versionen är fyra och en halv timme lång. Filmen introducerade flera nya tekniker och lekfullheten med olika filmiska grepp är något som utmärker den. Andra stildrag är dess psykologiska realism, dess många utomhusscener samt en snabb och rytmisk klippning.
Filmen tog tre år att färdigställa. Den var ett prestigeprojekt och hade premiär över tre dagar, 14, 21 och 28 december 1922,[källa behövs] vid Gaumont-Palace i Paris med plats för 6 000 åskådare.
Efter premiären hånades filmen av vissa kritiker för sin överdådighet och melodramatiska handling, men mottagandet var i huvudsak positivt. Filmen kom att ha betydelse för regissörer som Sergej Eisenstein, Georg Wilhelm Pabst och Akira Kurosawa. Författaren och filmaren Jean Cocteau sade: "Det finns film före och efter En kärlekens tragedi på samma sätt som det finns måleri före och efter Picasso".

## Medverkande
- Séverin Mars som Sisif
- Ivy Close som Norma
- Gabriel de Gravone som Elie
- Pierre Magnier som Jacques de Hersan
- Max Maxudian som mineralogen Kalatikascopoulos
- Georges Térof som Machefer
- Gil Clary som Dalilah